# Couvent des Capucines din Paris

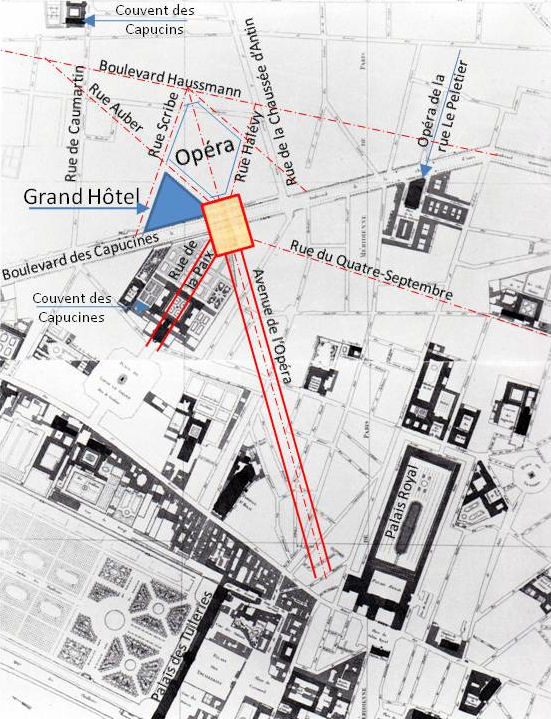
Arealul fostei mănăstiri și traseele actualelor străzi (cu roșu)

Couvent des Capucines a fost mănăstirea călugărițelor clarise capucine din Paris, distrusă în urma Revoluției franceze în anul 1806. Artera principală Boulevard des Capucines⁠(en)[traduceți] păstrează amintirea mănăstirii demolate, a cărei grădină se învecina cu latura sudică a străzii.

## Istoric
În data de 14 iunie 1790 călugărițele au fost obligate să părăsească mănăstirea, după interzicerea ordinelor religioase. Printr-un decret din 1792 clădirea a devenit sediul monetăriei în care au fost emiși asignații. Biserica mănăstirii a fost folosită ca loc pentru spectacolele magicianului Étienne-Gaspard Robert. În anul 1800 întregul areal a fost ocupat de circul italian al lui Antonio Franconi⁠(en)[traduceți].
În cele din urmă mănăstirea și biserica au fost demolate în anul 1806, pentru a face loc unui nou bulevard, denumit inițial „Napoleon I” (în prezent Rue de la Paix).